# Ústava Československé socialistické republiky
Ústava Československé socialistické republiky též nazývána jako Socialistická ústava, začala být připravována v dubnu 1960, kdy ji jako svůj návrh předložil ústřední výbor Komunistické strany Československa (KSČ). Ve dnech 5.–7. července 1960 schválila návrh ústavy celostátní konference KSČ.
Národní shromáždění přijalo Ústavní zákon č. 100/1960 Sb., Ústava Československé socialistické republiky 11. července 1960, přičemž od tohoto dne byl zákon platný a účinný. Ústava změnila název státu na „Československá socialistická republika“ a zároveň její účinností přestala platit Ústava Československé republiky z května 1948.
Ústava, jež realizovala přechod od parlamentarismu k jednotě státní moci, ukončila období lidové demokracie a s provoláním Socialismus v naší vlasti zvítězil! zakotvila vizi jeho dalšího budování. Hlava první Společenské zřízení mimo jiné zaváděla vedoucí úlohu KSČ. Hlava druhá Práva a povinnosti občanů definovala základní občanská práva občanů ČSSR. Hlava třetí upravovala jednokomorové Národní shromáždění, hlava čtvrtá prezidenta, hlava pátá vládu, hlava šestá Slovenskou národní radu, hlava sedmá národní výbory. Hlava osmá Soudy a prokuratura upravovala otázku organizace soudů a prokuratur a mimo jiné stanovovala vázanost soudce právním řádem socialistického státu, který musel být vykládán v souladu se socialistickým právním vědomím. Hlava devátá Ustanovení obecná a závěrečná rušila předchozí ústavu z roku 1948, vytvářela odkaz na právní předpis řešící občanství, definovala hlavní město a státní symboly.
Ústavním zákonem o čs. federaci (ústavní zákon č. 143/1968 Sb., o československé federaci) došlo ke zrušení rozsáhlých pasáží ústavy z roku 1960. Další změny přinesl vývoj po listopadu 1989, kdy byla odstraněna vedoucí úloha strany, dvakrát změněn název federace, zrušena preambule a změněn hospodářský systém. Do listopadu 1989 byla ústava měněna osmkrát, od listopadu 1989 do zániku federace byla měněna dvanáctkrát.
Od 29. března 1990 do 23. dubna 1990 byla tato – zásadně změněná – ústava ústavou Československé federativní republiky, od 23. dubna 1990 do 1. ledna 1993 ústavou České a Slovenské Federativní Republiky.

## Základní fakta

### Teorie
Teoreticky byla ústava Československé socialistické republiky vyjádřením socialistického konstitucionalismu, jenž byl silně ovlivněn sovětskými ústavami z let 1936 a 1977. Československá úprava však měla oproti ústavám jiných socialistických států svá specifika, z nichž nejmarkantnější byla existence individuální hlavy státu (další výjimkou byla do roku 1980 socialistická Jugoslávie). Základní osou systému byla tzv. koncepce zastupitelských sborů. Československá ústava z roku 1960 neupravovala jen státní instituce, ale i instituce politické, když zakotvovala vedoucí úlohu KSČ (čl. 4) či vymezovala prostor pro Národní frontu (čl. 6) a další dobrovolné společenské organizace (čl. 5).
Ústava ČSSR byla ústavou rigidní a měla dvě funkce: politicko-právní a politicky-ideovou. Ústava byla v roce 1960 koncipována tak, že bude zahrnovat veškerou ústavní materii s výjimkou úpravy státních hranic.

### Přijetí
Na zasedání Národního shromáždění 9. července 1960 nejprve vystoupil prezident republiky a první tajemník ÚV KSČ Antonín Novotný, který předložil – z pověření celostátní konference KSČ a ÚV Národní fronty – návrh nové ústavy. Návrh na vydání ústavního zákona, kterým se poslanci připojili k prohlášení presidenta republiky a prvního tajemníka strany o návrhu nové ústavy, podepsali jmenovitě poslanci Karol Bacílek, Rudolf Barák, Jaromír Dolanský, Zdeněk Fierlinger, Jiří Hendrych, Václav Kopecký, Otakar Šimůnek, Viliam Široký, Pavol David, Jan Hlína, Ludmila Jankovcová, Rudolf Strechaj, Jozef Kyselý, Alois Neuman a Josef Plojhar. K nim se připojili všichni ostatní poslanci Národního shromáždění. Na zasedání NS ČSR 11. července 1960 nejprve poslanec zpravodaj Jiří Hendrych uvedl, že k návrhu nové ústavy se vyjádřily přes 4 milióny pracujících. Následná rozprava pak připomínala spíše stranický sjezd, kdy jednotliví poslanci kromě vychvalování předností socialistické ústavy neopomněli připomenout procentuální zastoupení žen v hospodářství, správnost marxisticko-leninské cesty, budování Slovenska nebo postavení horníků. Návrh ústavního zákona byl přijat jednomyslně.

### Vývoj ústavy
Ve vývoji ústavy byly dva významné okamžiky: rok 1968 a přijetí ústavního zákona o československé federaci, který rušil rozsáhlou část ústavy, a období po 29. listopadu 1989, kdy došlo k odstranění vedoucí úlohy KSČ, odstranění pasáže, podle níž Národní frontu vede KSČ, a k vypuštění textu o uplatnění marxismu-leninismu ve výchově, vzdělání a kultuře. Následovaly další ústavní zákony, které mimo jiné vypustily prohlášení a změnily znění čl. 7 – 15 (duben 1990), změnily imperativní mandát člena zastupitelských sborů na reprezentativní (červen 1990), zrušily Národní frontu (září 1990), nahradily národní výbory tradiční místní samosprávou (listopad 1990), změnily pasáže týkající se soudů (srpen/září 1991).

### Zásady
Ústava ČSSR obsahovala několik zásad: zásada svrchovanosti (suverenity) československého (pracujícího) lidu (čl. 2 odst. 1), zásada vedoucího postavení dělnické třídy v čele s KSČ jako vedoucí síly ve společnosti a ve státě (čl. 1 odst. 1, čl. 4), zásada socialistické hospodářské soustavy založené na socialistickém vlastnictví výrobních prostředků, socialistickém plánování a odměňování (čl. 7 až 14), zásada socialistické ústavnosti a zákonnosti (čl. 17 a čl. 34), zásada tzv. socialistického internacionalismu (čl. 1 odst. 3 a čl. 14 odst. 2) a v neposlední řadě také zásada rovnoprávnosti bratrských národů Čechů a Slováků (původní znění čl. 1 odst. 2), jež se v dalším vývoji realizovala vytvořením suverénních národních států (ústavní zákon č. 143/1968 Sb.).

## Struktura ústavy do Sametové revoluce

### Prohlášení
Ústava ČSSR začínala prohlášením, v němž se stručně hodnotila cesta společnosti od května 1945 přes únor 1948 do okamžiku přijetí. Ústavodárce slavnostní formou konstatoval, že „socialismus v naší vlasti zvítězil“. Prohlášení také stanovovalo hlavní cíl dalšího vývoje, a to přechod společnosti ke komunismu.

### Hlava první
Hlava první Ústavy ČSSR zakotvovala socialistický politický systém, sociální složení společnosti a socialistickou hospodářskou soustavu. Základem systému byly zastupitelské sbory, které byly deklarovány jako nejširší organizace pracujících a od nichž ostatní orgány státu odvozovaly svou pravomoc. Kandidáty zastupitelských sborů navrhovala KSČ a jiné politické strany a organizace sdružené v Národní frontě, přičemž kandidáti bez ohledu na svou příslušnost byli kandidáty Národní fronty. Ustanovení článku 4 hlavy první zakotvovalo vedoucí úlohu KSČ, jež byla soudobou právní teorií klasifikována jako objektivní nutnost. Článek 4 však nikdy normativní význam neměl a ani mít nemohl, neboť se obsahově vylučoval s článkem 3 téže ústavy, který zakládal určitou volnost ve výběru člena zastupitelského orgánu – voliči tak svým výběrem dle čl. 3 mohli porušit čl. 4. Národní fronta Čechů a Slováků (čl. 6) byla chápána jako politicko-společenské sdružení politických, společenských a zájmových organizací a současně též jako politicko-společenské hnutí všech pracujících Československa. Pro NF bylo typické tzv. kolektivní členství, tedy že občané mohli být členy NF jen na základě svého členství v některé organizaci, která byla členem NF.
Nedílnou součástí ústavního zakotvení společenského zřízení byla úprava základních vlastnických vztahů. Ústava v první řadě hovořila o socialistickém společenském vlastnictví, které mělo dvě základní formy – státní vlastnictví a družstevní vlastnictví. V mezích socialistické hospodářské soustavy bylo připuštěno drobné soukromé hospodářství, které však muselo být založeno na osobní práci a nesmělo při něm dojít k vykořisťování cizí pracovní síly. Osobní vlastnictví se připouštělo především u předmětů osobní a domácí potřeby, rodinných domků a úspor nabytých prací.

### Hlava druhá
Hlava druhá Ústavy ČSSR zakotvovala základní práva a povinnosti občanů. Ústava ukládala povinnost (čl. 22) pečovat o pracující nejen státu, ale i společenským organizacím. Většina práv občanů však byla limitována dovětkem „v souladu se zájmy pracujícího lidu“. V ústavní rovině se hovořilo také o socialistickém soužití (čl. 17 a 38, dále také ustanovení čl. 89 nebo 97), jež bylo povýšeno na právně závaznou normu chování, přičemž skutkové podstaty trestných činů, přečinů a přestupků proti socialistickému soužití byly upraveny v dalších předpisech, např. v ustanoveních trestního zákona.

### Hlava třetí
Hlava třetí Ústavy ČSSR, jež byla zrušena ústavním zákonem o československé federaci, obsahovala ustanovení o Národním shromáždění, které se volilo na dobu čtyř let a mělo 300 poslanců a které bylo jediným celostátním zákonodárným sborem. Jako nejvyššímu orgánu státní moci do jeho působnosti patřilo zejména volit prezidenta republiky a Nejvyšší soud a navrhovat prezidentovi, aby odvolal vládu, její členy nebo generálního prokurátora. Jako nejvyšší zastupitelský sbor se zabýval podněty národních výborů, jednal o jejich činnosti a usnášel se na opatřeních ke zlepšení jejich výstavby a práce.
Ústavní zákon o československé federaci vytvořil v hlavě třetí (čl. 29 až 59) z organizačního hlediska dvoukomorový parlament – Federální shromáždění ČSSR (Sněmovna lidu a Sněmovna národů). S ohledem na zákaz majorizace však Federální shromáždění fungovalo jako parlament tříkomorový, když ve vymezených případech hlasovali ve Sněmovně národů odděleně poslanci zvolení v České socialistické republice a poslanci zvolení v Slovenské socialistické republice; k přijetí byly potřeba hlasy většiny všech poslanců zvolených v České socialistické republice a většiny všech poslanců zvolených v Slovenské socialistické republice, pokud nebyla vyžadována kvalifikovaná většina.

### Hlava čtvrtá
Hlava čtvrtá Ústavy ČSSR, která byla také zrušena ústavním zákonem o československé federaci, upravovala postavení a pravomoc prezidenta republiky. Ve srovnání s předchozími ústavami již nyní prezident neměl oprávnění rozpouštět Národní shromáždění a vracet mu usnesené zákony.
Ústavní zákon o československé federaci upravoval postavení prezidenta ČSSR v hlavě čtvrté (čl. 60 až 65). Nejmarkantnější změnou bylo oprávnění prezidenta rozpustit Federální shromáždění za situace, kdy sněmovny Federálního shromáždění nemohou ani po dohodovacím řízení dosáhnout shodného usnesení obou sněmoven.

### Hlava pátá
Hlava pátá Ústavy ČSSR pojednávající o vládě byla zrušena ústavním zákonem o československé federaci. Do působnosti vlády patřilo mimo jiné řídit a kontrolovat práci národních výborů. Vláda byla ústavně zmocněna vydávat na základě zákonů a k jejich provádění nařízení a usnesení. Ministerstva a ostatní ústřední orgány státní správy mohly vydávat obecně závazné právní předpisy na základě a k provedení zákonů i vládních nařízení. Nejvyšší ústavní sankcí při vyvození ústavní odpovědnosti vlády a jejích členů byl návrh Národního shromáždění prezidentu republiky, aby odvolal vládu nebo kteréhokoliv jejího člena.
Ústavní zákon o československé federaci upravoval postavení federální vlády v hlavě páté (čl. 66 až 85) a republikových vlád ve druhém oddílu hlavy sedmé (čl. 124 až 139).

### Hlava šestá
Hlava šestá Ústavy ČSSR upravovala postavení Slovenské národní rady, jež byla koncipována jako národní orgán státní moci a správy na Slovensku. V zákonodárné oblasti jí bylo svěřeno usnášet se na zákonech SNR ve věcech národní nebo regionální povahy a usnášet se na zákonech SNR v případech, v nichž ji k tomu zmocnilo Národní shromáždění zákonem. Příslušelo jí též schvalovat rozpočet SNR, jejích orgánů a jí přímo řízených institucí na Slovensku a volit předsednictvo SNR a z jeho členů pověřence SNR. Po zániku sboru pověřenců (červen 1960) stáli pověřenci v čele komisí SNR a plnili úkoly svěřené jim v mezích pravomoci SNR a další úkoly jen v rozsahu stanoveném vládou. Hlava šestá byla zrušena ústavním zákonem o československé federaci, který změnil asymetrické uspořádání Československa, když kromě Slovenské národní rady upravoval v prvním oddílu hlavy sedmé také parlament České socialistické republiky – Českou národní radu.

### Hlava sedmá
Hlava sedmá Ústavy ČSSR zakotvovala instituci národních výborů, které vykonávaly státní moc a státní správu.

### Hlava osmá
Hlava osmá Ústavy ČSSR upravovala organizaci, působnost (pravomoc) a zásady činnosti jednotné soustavy nezávislých soudů, jakož i postavení a úkoly jednotné, centralizované a monokraticky řízené soustavy orgánů prokuratury, které jménem státu vykonávají dozor nad důsledným prováděním a zachováním zákonů a jiných právních předpisů. Hlava osmá byla v roce 1969 nepřímo doplněna dalšími ustanoveními zákona č. 155/1969 Sb., který upravoval otázku platnosti a vykonatelnosti rozhodnutí soudů, prokuratur a státních notářství pro celou ČSSR a otázku organizace a činnosti soudů.

### Hlava devátá
Hlava devátá Ústavy ČSSR obsahující obecná a závěrečná ustanovení upravovala státní znak a státní vlajku a do účinnosti ústavního zákona o čs. federaci také hlavní město, územní organizaci a ve věcech státního občanství odkazovala na zvláštní zákon. Změny, které přinesl ústavní zákon o čs. federaci, souvisely především s nutností úpravy symbolů, území a hlavního města nejen ČSSR, ale i obou republik.

Státní znak ČSSR
Státní vlajka ČSSR

## Nová ústava
V listopadu 1988 vznikla 153členná komise KSČ a Národní fronty pro přípravu nové ústavy v čele s Milošem Jakešem. Oficiálně vznikla také pracovní skupina v čele s Mariánem Čalfou (jež však fungovala již od roku 1987). Byly zahájeny práce na nové ústavě, která měla být přijata po XVIII. sjezdu KSČ v průběhu roku 1990. Poslední pracovní text ústavy, která byla koncipována jako společná pro federaci i obě republiky, již neobsahoval ustanovení o vedoucí úloze KSČ a rozšiřoval do určité míry katalog základních práv.
Události listopadu 1989 však znamenaly konec diskusím o nové ústavě socialistického Československa. Již v prosinci 1989 byl publikován text návrhu ústavy, jehož autorství je přisuzováno Pavlu Rychetskému, který navázal na diskuse vysokoškolských pedagogů, kteří své fakulty museli po roce 1969 opustit (Zdeněk Jičínský, Václav Pavlíček, Vladimír Mikule, Petr Pithart, František Šamalík). Tento návrh Občanského fóra se však nestal předmětem jednání ve Federálním shromáždění.
Ústava však vlivem vývoje situace platila jako ústava Československé federativní republiky a České a Slovenské Federativní republiky až do zániku federace – z původních 112 článků (od 1. ledna 1970 doplněním článku 106a vlastně 113) ústavního zákona však platilo již jen 23 článků.